# Lodownia

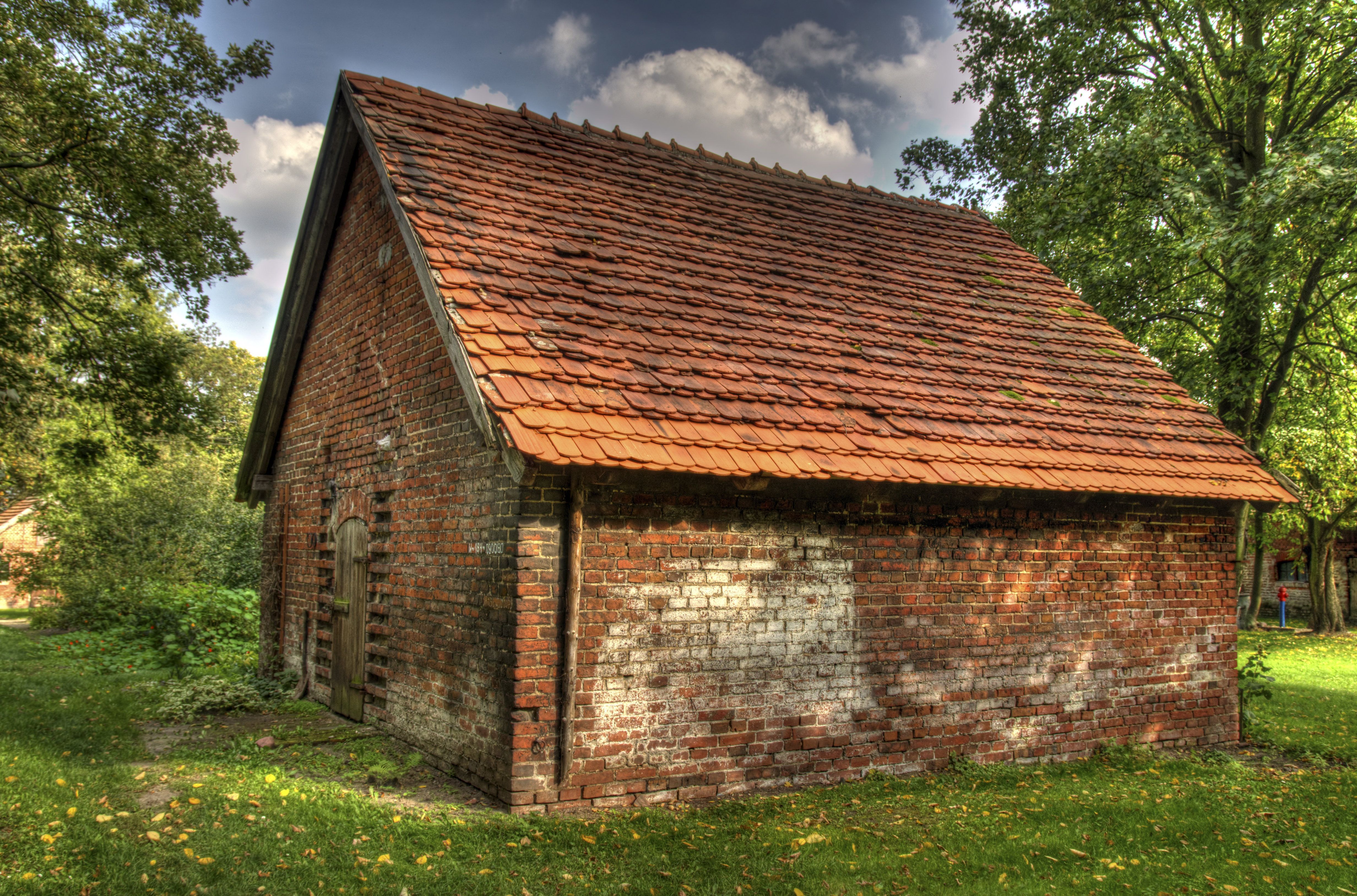
Lodownia w folwarku Wąsowo

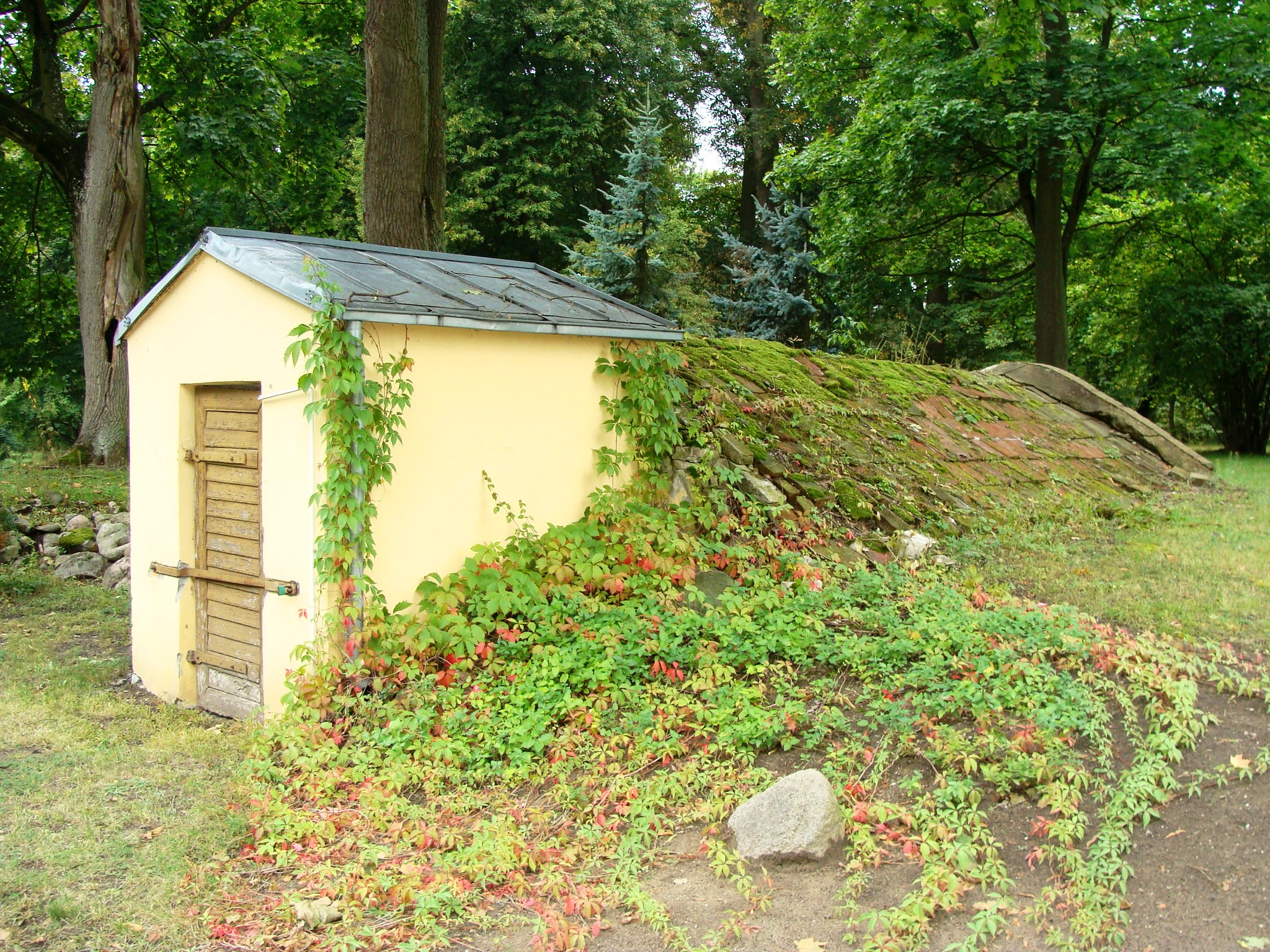
Lubostroń, piwnica-lodownia, pocz. XX wieku

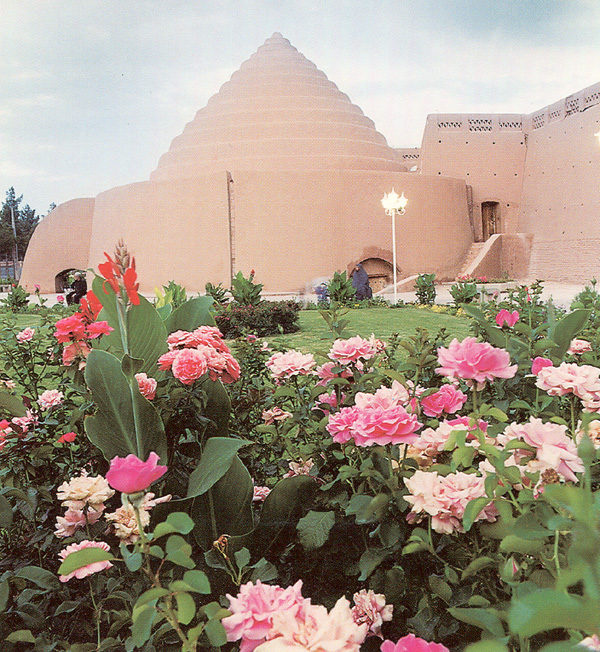
Yakhchāl, średniowieczna lodownia w pobliżu miasta Kerman (Iran)

Lodownia, lodnia – pomieszczenie lub osobny budynek służące do przechowywania wyłącznie lodu lub śniegu. Lodownie były lokalizowane blisko chłodni, w których przechowano produkty łatwo psujące się bez udziału agregatów chłodniczych, albo były jednocześnie chłodnią. W lodowniach i chłodniach uzyskiwano stałą temperaturę 4 °C.

## Historia
Przez długi czas lodownie ze względu na koszty budowy i utrzymania były dobrem luksusowym, na który mogły sobie pozwolić bogate rodziny, wyższe sfery. Upowszechnienie dużych lodowni spowodowało wzrost zapotrzebowania na lód naturalny. Wielka Brytania pod koniec XIX wieku importowała rocznie ok. 500 000 ton lodu naturalnego. Natomiast jego roczne zużycie w Stanach Zjednoczonych ok. 1890 roku wynosiło 25 milionów ton.
W 1862 r. skonstruowano pierwszą chłodziarkę mechaniczną. Wraz z rozwojem chłodnictwa mechanicznego zmniejszała się konieczność gromadzenia i przechowywania lodu naturalnego, ponieważ zaczęto produkować go na bieżąco. Pierwsza fabryka sztucznego lodu powstała w Cleveland (USA). Kolejne powstawały w Anglii (1857 r.), Francji (1858 r.) i Japonii (1872 r.). Upowszechnienie się chłodziarek mechanicznych ostatecznie zdecydowało o zaniku zainteresowania lodowniami i chłodniami lodowymi

## Budowa
Lodownie stanowiły osobny budynek lub były zakładane w murowanych piwnicach w zagłębieniach terenu, w miejscach zaciemnionych, blisko zabudowań ludzkich. W terenie podmokłym były budowane na powierzchni lub lekkim zagłębieniu.
Wnętrze często z półkolistym sklepieniem było wzmocnione kamieniem, z muru wystawały haki, na których wieszano mięso. Lodownia była wyposażona w kanał odprowadzający wodę z topniejącego lodu. Do lodowni prowadził przeważnie długi korytarz z parą drzwi.

## Lód
Chłodzenie produktów w chłodni odbywało się za pomocą lodu naturalnego. Lód był pozyskiwany zimą ze stawów, jezior i rzek w postaci tafli i brył. Jeśli nie było doń dostępu, ubijano śnieg i polewano go wodą, by po zamrożeniu stworzył bryłę lodu.
Lód do lodowni był zwożony saniami i ustawiany na drewnianych półkach, a następnie izolowany przez przykrycie słomą, trocinami, mchem lub sitowiem.